# La favola del principe schiaccianoci
La favola del principe schiaccianoci (The Nutcracker Prince) è un film d'animazione canadese del 1990 diretto da Paul Schibli, prodotto dallo studio d'animazione canadese Lacewood Productions e ispirato alla fiaba di E.T.A. Hoffmann Schiaccianoci e il re dei topi.

## Trama
È la vigilia di Natale e la giovane Clara festeggia l'evento assieme alla sua famiglia. Durante la festa, il padre invita anche lo zio Drosselmeyer che dà a Clara uno schiaccianoci di legno. La giovane chiede spiegazione al giocattolaio, il quale le racconta una meravigliosa e triste storia sulla vera natura di quel "principe da bambola": lo schiaccianoci in realtà non è altro che suo nipote Hans, trasformato per vendetta dalla Topo-Regina. Tempo addietro, zio Drosselmeyer era l'orologiaio e mago della corte reale del re e della regina. Suo nipote Hans gli faceva da assistente. Il giorno del compleanno del re, la moglie preparò la sua torta preferita, ma in quel momento giunsero la Topo-Regina e suo figlio che insieme con altri topi la divorarono. Il regno in breve tempo fu infestato dai topi. Il re ordinò a Drosselmeyer di risolvere il problema. Lo zio e suo nipote inventarono così le prime trappole per topi. Tutti i topi furono catturati eccetto la regina e suo figlio. La regina-topo per vendicarsi, quella stessa notte andò nella camera della figlia del re, dove gli lanciò un maleficio facendola diventare di aspetto orribile. Disperati il re e la regina ordinarono a Drosselmeyer di trovare una soluzione entro ventiquattrore, altrimenti lo avrebbero fatto decapitare. Lavorando tutta la notte, alla fine essi scoprirono che il maleficio della principessa, poteva essere infranto se avesse mangiato la noce Cracatut, la più dura del mondo e che essa doveva essere aperta da un giovane uomo e darla alla principessa. Per grande fortuna, il re e la regina possedevano già la noce. Il re decretò così un bando: chiunque avesse aperto la noce per la principessa sarebbe diventato principe e avrebbe potuto sposarla. Tutti i nobili del regno furono convocati, ma nessuno riuscì nell'impresa, mentre la Topo-Regina e suo figlio osservavano compiaciuti. Hans l'unico rimasto si fece avanti, riuscendo ad aprire la noce e a darla alla principessa facendola tornare bella come prima. La Topo-Regina per punirlo gli lanciò un maleficio: mordendolo a una caviglia lo trasformò in uno schiaccia noci, quindi Hans sbatté contro i busti del re, che caddero addosso alla regina e la schiacciarono, invece a suo figlio fu rovinata la coda. Prendendo la sua corona si decretò nuovo re dei topi incurante della morte della madre. Drosselmeyer osservò sconvolto la scena, raccogliendo ciò che era diventato suo nipote. Il re sentendosi preso in giro, rinnegò che uno schiaccianoci potesse prendere la mano di sua figlia, e bandì per sempre Drosselmeyer e suo nipote dal regno. Rimasto solo distrutto dal dolore, Drosselmeyer chiese perdono al nipote per quanto accaduto e promise che avrebbe fatto di tutto per liberarlo dal maleficio. Il Re-Topo facendosi avanti promise vendetta allo schiaccianoci per avergli rovinato la coda, giurando che avrebbe radunato un esercito di topi, e che avrebbe fatto di tutto per distruggerlo. Tornati al presente, Clara rimane rattristata per come finisce la storia, e lo zio spiega infine che sebbene la Topo-Regina sia ormai morta, l'incantesimo continuerà ad imprigionare Hans nelle sembianze di uno schiaccianoci sinché il giovane non distruggerà il Topo-Re, figlio superstite della crudele Topo-Regina, e non verrà incoronato sovrano del Paese delle Bambole insieme ad una gentile fanciulla che lo saprà amare a dispetto del suo aspetto.
Quella stessa notte, quando ormai tutti dormono, Clara scende nel salone di casa per vedere lo schiaccianoci. In quel momento però zio Drosselmeyer, nelle vesti di mago-fantasma, dà vita a tutte le bambole di Clara, schiaccianoci compreso, perché combattano contro Topo-Re e i topi suoi sudditi, giunti sin lì proprio per distruggere lo schiaccianoci. Sebbene la lotta sembri volgere a favore delle bambole, l'intervento di Clara sarà determinante per salvare la vita allo schiaccianoci, caduto in un tranello del re dei topi. Clara tuttavia perde conoscenza a causa di una caduta e il giorno successivo nessuno sembra credere alla sua storia, fuorché zio Drosselmeyer che tuttavia non ammette nulla esplicitamente.
Il Topo-Re, che ha svegliato Clara proprio nella sua stanza, sfida a duello lo schiaccianoci: ancora una volta quest'ultimo sarà messo alle strette dalle sleali astuzie del topo, ma stavolta a salvarlo sarà Pantalone, un coraggioso soldato-giocattolo. Purtroppo il nobile gesto costerà caro al veterano che verrà ferito dal Topo-Re. Alla fine del duello lo schiaccianoci avrà la meglio e il corpo del re dei topi sembra cadere morto. Non resta altro da fare che incoronare lo schiaccianoci "Principe delle Bambole" e per farlo bisogna andare nel regno di queste ultime, attraverso una porta magica all'interno di un castello-carillon. Clara, complice della magia di zio Drosselmeyer, diventa piccola quanto i suoi amici e può accompagnarli in questo viaggio.
Dopo un volo a dorso di cigno, Clara e lo schiaccianoci giungono in un castello di dolci, dove lo schiaccianoci è acclamato principe dai suoi sudditi. Questi allora, dopo aver danzato con Clara, le dichiara il suo amore e le chiede di essere la sua principessa. Sebbene innamorata la giovane rifiuta: il suo posto non è tra le bambole, ma con la sua famiglia nel mondo degli esseri umani. A quelle parole tutte le bambole, lo schiaccianoci compreso, s'irrigidiscono e perdono vita. Clara, disperata, prova a motivare le sue ragioni e, sebbene lo schiaccianoci sembri comprenderla, nulla può ormai fermare la "magia della normalità" che riporta le bambole alla loro condizione di fantocci inanimati. Proprio allora compare il Topo-Re, ferito a morte, ma giunto sin lì deciso quanto meno ad uccidere Clara prima di morire a sua volta.
Lo schiaccianoci, ormai senza vita, non può aiutare la sua amata Clara, che assieme al Topo-Re alla fine precipita da un balcone del palazzo, ma mentre la prima riesce ad aggrapparsi alla ringhiera e a salvarsi, il secondo invece precipita in mare e muore. Le bambole del palazzo e lo schiaccianoci spariscono e Clara, che continua ad invocare inutilmente il suo amato, viene a sua volta circondata dalla nebbia per poi svegliarsi all'improvviso nel suo letto quando il sole è ormai alto. Confusa perché non sa spiegarsi se l'avventura vissuta sia solo un sogno, la fanciulla corre alla bottega di zio Drosselmeyer, decisa ad ottenere finalmente delle spiegazioni. Qui però Clara incontra Hans, ormai tornato umano, che la saluta come se fossero vecchi amici e lei, ricambiando, lo saluta chiamandolo "principe schiaccianoci".

## Produzione
È stato il primo film prodotto da Lacewood Productions e Hinton Animation Studios a ricevere una distribuzione cinematografica.
Il titolo di lavorazione del film era semplicemente The Nutcrakcer. Il soggetto doveva inizialmente essere tratto dalla trama del balletto di Pëtr Il'ič Čajkovskij. Tuttavia, temendo di incorrere in problemi per via dei diritti d'autore, la produzione decise di attenersi maggiormente al racconto originale di Hoffmann. Il film presenta comunque alcune similitudini con il balletto, a partire dal nome della protagonista cambiato in "Clara", mentre il suo nome originale "Marie" è stato dato ad una delle sue bambole.
Warner Bros. spostò l'uscita del film negli Stati Uniti dal 16 al 21 novembre, per evitare di competere con Bianca e Bernie nella terra dei canguri, che avrebbe debuttato nello stesso giorno.

## Colonna sonora
La colonna sonora composta da Victor Davies ed eseguita dalla London Symphony Orchestra, è costituita per la maggior parte dalle musiche di Pëtr Il'ič Čajkovskij, compositore del celebre balletto Lo schiaccianoci, con l'aggiunta di alcuni riarrangiamenti e pezzi originali.
1. Always Come Back To You (Love Theme from 'The Nutcracker Prince'), scritta da Kevin Gillis e Jack Lenz, arrangiamento di Shane Keister e Ahmet Ertegun, cantata da Robert Matarazzo e Rachele Cappelli
2. Save This Dance, scritta da Kevin Gillis e Jack Lenz, cantata da Megan Follows in originale e da Georgia Lepore in italiano

## Distribuzione

### Date di uscita e titoli internazionali
- 21 novembre 1990 negli Stati Uniti (The Nutcracker Prince)
- 23 novembre in Canada (The Nutcracker Prince)
- 14 dicembre in Brasile (O Príncipe Encantado)
- 26 dicembre in Australia (The Nutcracker Prince)
- 5 ottobre 1991 nel Regno Unito (The Nutcracker Prince)
- 28 novembre in Germania (Der Nussknackerprinz) con una redistribuzione il 3 dicembre 1992
- dicembre 1991 in Italia (La favola del principe schiaccianoci)
- 27 dicembre in Islanda (Hnotubrjóts Prinsinn)
- 21 febbraio 1992 nei Paesi Bassi (De notenkraker)
- 10 luglio in Francia (Le Prince Casse-noisette)
- 7 luglio 1994 in Argentina (El príncipe encantado)
- 17 dicembre in Giappone
- 14 novembre 1995 in Ungheria (home video) (Diótörő)

### Edizione italiana
In Italia il film fu distribuito nei cinema dalla Penta Film nel dicembre del 1991, abbinato al cortometraggio Tom & Jerry i 2 moschettieri. Il doppiaggio italiano a cura della Kleep Film è stato diretto da Francesco Vairano che ne ha anche adattato i dialoghi. In seguito venne pubblicato in VHS dalla stessa Penta Film senza mai ricevere un'edizione in DVD.

## Accoglienza

### Incassi
Il film si rivelò deludente ai botteghini incassando solamente 1.7 milioni di dollari negli Stati Uniti, a causa di un'insufficiente promozione da parte della Warner Bros. In Canada non ebbe sorte migliore guadagnandone solo 2 milioni.

### Critica
Il film ottenne critiche perlopiù negative. Ne vennero criticati in particolare il ritmo eccessivamente lento, il design sproporzionato dei personaggi e l'animazione televisiva da "cartone del sabato mattina".